# Linha 5 do Metrô de Santiago
A Linha 5: Plaza de Maipú ↔ Vicente Valdés é uma das linhas do Metrô de Santiago.

## Estações
| Nome                       | Inauguração            | Comuna                           | Integração         | Posição     | Latitude      | Longitude     |
| -------------------------- | ---------------------- | -------------------------------- | ------------------ | ----------- | ------------- | ------------- |
| ■ Plaza de Maipú           | 3 de fevereiro de 2011 | Maipú                            | -                  | Subterrânea | 33° 30' 36" S | 70° 45' 25" O |
| ■ Santiago Bueras          | 3 de fevereiro de 2011 | Maipú                            | -                  | Subterrânea | 33° 29' 49" S | 70° 45' 26" O |
| ■ Del Sol                  | 3 de fevereiro de 2011 | Maipú                            | -                  | Subterrânea | 33° 29' 24" S | 70° 45' 11" O |
| ■ Monte Tabor              | 3 de fevereiro de 2011 | Maipú                            | -                  | Elevada     | 33° 28' 56" S | 70° 44' 44" O |
| ■ Las Parcelas             | 3 de fevereiro de 2011 | Maipú                            | -                  | Elevada     | 33° 28' 31" S | 70° 44' 24" O |
| ■ Laguna Sur               | 3 de fevereiro de 2011 | Pudahuel                         | -                  | Elevada     | 33° 27' 44" S | 70° 44' 17" O |
| ■ Barrancas                | 3 de fevereiro de 2011 | Lo Prado / Pudahuel              | -                  | Subterrânea | 33° 27' 10" S | 70° 44' 22" O |
| ■ Pudahuel                 | 12 de janeiro de 2010  | Lo Prado / Pudahuel              | -                  | Subterrânea | 33° 26' 42" S | 70° 44' 28" O |
| ■ San Pablo                | 12 de janeiro de 2010  | Lo Prado                         |                    | Subterrânea | 33° 26' 43" S | 70° 43' 23" O |
| ■ Lo Prado                 | 12 de janeiro de 2010  | Lo Prado                         | -                  | Subterrânea | 33° 26' 35" S | 70° 43' 01" O |
| ■ Blanqueado               | 12 de janeiro de 2010  | Lo Prado / Quinta Normal         | -                  | Subterrânea | 33° 26' 28" S | 70° 42' 25" O |
| ■ Gruta de Lourdes         | 12 de janeiro de 2010  | Quinta Normal                    | -                  | Subterrânea | 33° 26' 18" S | 70° 41' 27" O |
| ■ Quinta Normal            | 31 de março de 2004    | Quinta Normal / Santiago         | -                  | Subterrânea | 33° 26' 25" S | 70° 40' 49" O |
| ■ Cumming                  | 31 de março de 2004    | Santiago                         | -                  | Subterrânea | 33° 26' 21" S | 70° 40' 07" O |
| ■ Santa Ana                | 2 de março de 2000     | Santiago                         |                    | Subterrânea | 33° 26' 17" S | 70° 39' 36" O |
| ■ Plaza de Armas           | 2 de março de 2000     | Santiago                         |                    | Subterrânea | 33° 26' 16" S | 70° 39' 02" O |
| ■ Bellas Artes             | 2 de março de 2000     | Santiago                         | -                  | Subterrânea | 33° 26' 12" S | 70° 38' 40" O |
| ■ Baquedano                | 5 de abril de 1997     | Providencia / Santiago           | (a partir de 2028) | Subterrânea | 33° 26' 15" S | 70° 38' 06" O |
| ■ Parque Bustamante        | 5 de abril de 1997     | Providencia                      | -                  | Subterrânea | 33° 26' 34" S | 70° 37' 53" O |
| ■ Santa Isabel             | 5 de abril de 1997     | Providencia                      | -                  | Subterrânea | 33° 26' 49" S | 70° 37' 50" O |
| ■ Irarrázaval              | 5 de abril de 1997     | Ñuñoa                            |                    | Subterrânea | 33° 27' 09" S | 70° 37' 44" O |
| ■ Ñuble                    | 5 de abril de 1997     | Ñuñoa                            |                    | Superfície  | 33° 28' 03" S | 70° 37' 29" O |
| ■ Rodrigo de Araya         | 5 de abril de 1997     | Macul / San Joaquín              | -                  | Elevada     | 33° 28' 39" S | 70° 37' 20" O |
| ■ Carlos Valdovinos        | 5 de abril de 1997     | Macul / San Joaquín              | -                  | Elevada     | 33° 29' 12" S | 70° 37' 09" O |
| ■ Camino Agrícola          | 5 de abril de 1997     | Macul / San Joaquín              | -                  | Elevada     | 33° 29' 31" S | 70° 37' 03" O |
| ■ San Joaquín              | 5 de abril de 1997     | Macul / San Joaquín              | -                  | Elevada     | 33° 29' 57" S | 70° 36' 57" O |
| ■ Pedrero                  | 5 de abril de 1997     | La Florida / Macul / San Joaquín | -                  | Elevada     | 33° 30' 29" S | 70° 36' 45" O |
| ■ Mirador                  | 5 de abril de 1997     | La Florida                       | -                  | Elevada     | 33° 30' 48" S | 70° 36' 21" O |
| ■ Bellavista de La Florida | 5 de abril de 1997     | La Florida                       |                    | Subterrânea | 33° 31' 14" S | 70° 35' 58" O |
| ■ Vicente Valdés           | 30 de novembro de 2005 | La Florida                       |                    | Subterrânea | 33° 31' 35" S | 70° 35' 48" O |